# إسماعيل باراغان
إسماعيل باراغان (بالإسبانية: Ismael Barragán Ruiz)‏ هو لاعب كرة قدم إسباني في مركز الدفاع، ولد في 6 فبراير 1986 في إشبيلية في إسبانيا. لعب مع إكستريمادورا يونيون ديبورتيفا ونادي خيريث.

## وصلات خارجية
- إسماعيل باراغان على موقع قاعدة بيانات كرة القدم.إي يو (الإنجليزية)
- إسماعيل باراغان على موقع Soccerway.com (الإنجليزية)
- إسماعيل باراغان على موقع عالم كرة القدم.نت (الإنجليزية)